# Charançon girafe
Trachelophorus giraffa
Espèce
Synonymes
- Apoderus giraffa Jekel, 1860[1]
- Trachelophorus giraffoides Voss, 1929[1]

Le Charançon girafe, Trachelophorus giraffa, est une espèce de coléoptères à long cou de la famille des Attelabidae endémique de Madagascar. Le cou des mâles est proéminent et remarquable ; il est utilisé dans un combat entre eux en vue de l'accouplement avec la femelle et est le résultat de la sélection sexuelle.

## Systématique
L'espèce Trachelophorus giraffa a été initialement décrite en 1860 par l'entomologiste français Henri Jekel (d) (1816-1891) sous le protonyme d’Apoderus giraffa.

## Description

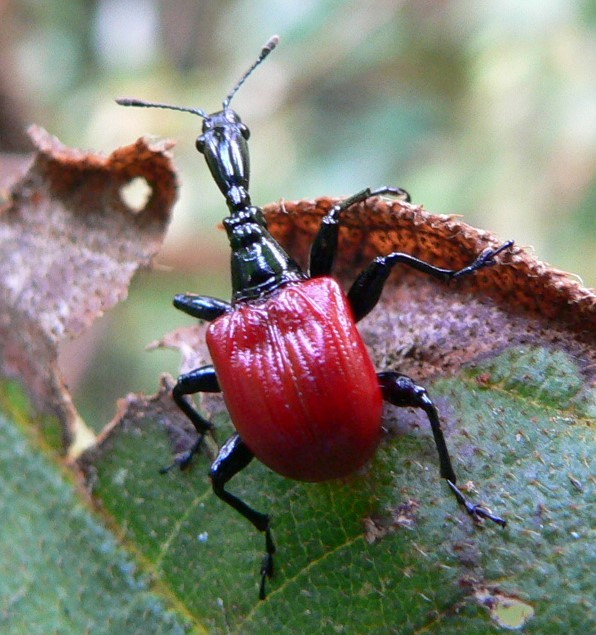
Trachelophorus giraffa, mâle

Le Charançon girafe est un coléoptère mesurant de 15 à 25 mm pour les mâles, et de 12 à 55 mm pour les femelles. Le mâle qui  a la particularité de présenter un cou particulièrement long, trois fois supérieur à celui des femelles et pourvu d'une unique charnière. Cette caractéristique lui a valu son nom. Ce cou disproportionné lui sert à combattre lors de véritables joutes pour une femelle. Sa taille variant selon le sexe du charançon marque un dimorphisme sexuel très présent. Ses élytres sont rouge vif et son corps noir brillant.

## Alimentation
Le Charançon girafe se nourrit de feuilles de melastomes, et plus précisément des espèces Dichaetanthera cordifolia et Dichaetanthera arborea.
Les mêmes feuilles seront utilisées par la femelle lorsqu'elle construit un nid pour son œuf (voir Protection des petits).
Le Charançon girafe est exclusivement herbivore et n'attaque aucun autre animal. Étonnamment, lui-même n'aurait apparemment aucun prédateur. 

## Protection des petits
La femelle construit un nid avec la feuille d'un petit arbre (Dichaetanthera cordifolia) incisée à moitié et qu'elle enroule sur elle-même grâce à ses pattes puissantes. En incisant la feuille sur sa longueur à des endroits stratégiques et en l'entaillant en petites encoches sur les bords, elle crée une sorte de "fermeture Éclair" pour maintenir l'édifice en place, en plus de faciliter le travail de pliage,.  Elle pond ensuite son œuf unique en le déposant à l'intérieur du tube formé par la feuille. 
Pendant qu'elle s'affaire, le futur père tourne autour de la femelle pour écarter tout autre potentiel concurrent et chasser de petits arthropodes parasites qui pourraient pénétrer dans le nid. 
Dès que le nid est terminé, la femelle y dépose un œuf unique avant de le refermer définitivement et de couper la tige de la feuille utilisée, laissant l'ouvrage tomber au sol où la larve se développera jusqu'à l'âge adulte. Chacun des nids créés par chacune des femelles semble avoir sa propre, unique apparence.
On soupçonne de petits insectes de dévorer les œufs au sein même de leur nid au sol, poussant le mâle à monter la garde autour de sa progéniture autant que nécessaire, mais cela n'est pas encore prouvé.